# Hazel Brugger
Hazel Brugger (San Diego, 9 december 1993) is een Duits-Zwitsers presentatrice, dichteres, comedian en cabaretier. Ze presenteerde samen met Sandra Simó en Michelle Hunziker het Eurovisiesongfestival 2025.

## Vroegere leven
Brugger werd geboren op 9 december 1993 in San Diego in de Amerikaanse staat Californië. Haar vader neuropsycholoog Peter Brugger en haar moeder is een Engels docent oorspronkelijk uit Keulen, Duitsland. Ze groeide op in Dielsdorf, vlakbij Zürich, in Zwitserland met haar twee broers. Nadat ze was afgestudeerd in Bülach, studeerde ze psychologie en literatuur aan de Universiteit van Zürich. Ze voltooide de studie niet. Op zeventienjarige leeftijd begon Brugger haar carrière als poetryslam in Winterthür, ten noordoosten van Zürich.
Brugger schreef van 2014 en 2017 een column in "Das Magazin", een dagblad in Zwitserland. Al eerder was ze columnist van "Hockparterre" en TagesWoche. In 2015 was ze de eindredacteur van de live talkshow "Hazel Brugger Show and Tell" in het Theater am Neumarkt in Zürich dat elke twee maanden werd gehouden. Op 9 oktober 2013 nam ze deel aan de vierde dichtkampioenschappen in Bern. Ruim twee jaar later begon Brugger haar eerste cabaretshow "Hazel Brugger passiert". Vanaf februari 2019 toerde ze met deze show door Duitsland, Oostenrijk en Zwitserland. Haar tweede soloshow "Tropical" debuteerde op 2 december 2020 op Netflix.

## Biografie
Sinds 2016 was Brugger werkzaam als correspondent in het Duitse satirische politieke televisieprogramma heute-show op ZDF. Op 25 april van hetzelfde jaar maakte ze een gastoptreden in "Die Ansalt", een eveneens satirische ZDF-televisieprogramma. In 2017 won Brugger een Salzburger Stier, een prijs voor cabaretier. Ze was daarmee de jongste persoon die de prijs wist te winnen.
In 2019 begon Brugger een online televisieserie op YouTube samen met haar man Spitzer. De show heette Deutschland Was Geht. In het programma ontdekten Brugger en Spitzer interessante en bizarre plekken samen met verschillende Duitse comedians. In 2020 werd de show hernoemd naar What's up, Europe?
Brugger is sinds 2016 woonachtig in Keulen.
In mei 2025 presenteerde Brugger samen met Sandra Struder en in de finale ook met Michelle Hunziker erbij het Eurovisiesongfestival 2025 in Basel, Zwitserland.

## Privé
In oktober 2020 maakte Brugger bekend in verwachting te zijn van haar eerste kind. Sinds datzelfde jaar is ze getrouwd met auteur Thomas Spitzer. Het koppel heeft twee dochters.
- Gemeinsame Normdatei: 1069150460
- International Standard Name Identifier: 0000 0004 5598 8810
- Library of Congress Control Number: no2017003445
- MusicBrainz: 8a6a2280-8264-4fed-b2e1-8a1f7bba1db9
- Nationale Bibliotheek van Tsjechië: xx0264740
- Nederlandse Thesaurus van Auteursnamen: 435288954
- Système universitaire de documentation: 244033846
- Virtual International Authority File: 296793577
- WorldCat: E39PBJt8mjgr3pHvCQY3XxcByd